# 2. Luftwaffen-Felddivision
Die 2. Luftwaffen-Felddivision war ein Großverband der Luftwaffe der deutschen Wehrmacht während des Zweiten Weltkrieges.

## Geschichte

### Aufstellung
Die Division wurde im September 1942 unter dem Kommando des XIII. Fliegerkorps aus überschüssigem Personal der Luftwaffe auf dem Truppenübungsplatz Groß Born in Pommern aufgestellt.

### Umgliederung 1943
1943 erfolgt mit der Aufstellung des Luftwaffen-Artillerie-Regiments 2 eine Umstrukturierung. Die Artillerie-Abteilung wurde zur III., die Flak-Abteilung zur IV. und die Panzerjäger-Abteilung zur V. Abteilung des neuen Regiments. Später wurde die V. Abteilung wieder zu einer separaten Panzerjäger-Abteilung.

### Ostfront
Von November 1942 bis Januar 1943 war die Division bei der 9. Armee an der Ostfront im Bereich Smolensk. 

### Vernichtung
Nachdem sie von Februar 1943 bis Oktober 1943 im Bereich des II. Luftwaffenfeld-Korps während der Abwehrkämpfe der 3. Panzerarmee eingesetzt war, wurde sie im Raum Newel fast vollständig aufgerieben.

### Auflösung
Durch die Heeresgruppe Mitte wurde am 15. Oktober 1943 die Auflösung der Division beantragt. Durch die zahlreichen Verluste der Division wurde diese am 1. November 1943 nicht, wie die anderen Luftwaffen-Felddivision, von der Luftwaffe zum Heer überführt, sondern dann aufgelöst.

### Verwendung der Reste der Division
Bei der Auflösung wurde u. a. die IV. Abteilung des Luftwaffen-Artillerie-Regiments zur I. Abteilung des Flak-Regiments 50, wobei diese Umsetzung erst im Februar 1944 stattfand.
Die Reste der Division kämpften dann noch bis Januar 1944 bei der 3. Panzerarmee bei Witebsk.

## Gliederung 1942
- I. bis IV. Bataillon (ohne Regimentsstab) mit 14 Kompanien
- Panzerjäger-Abteilung mit drei Kompanien
- Artillerie-Abteilung mit drei Batterien
- Flak-Abteilung mit drei Batterien
- Pionier-Kompanie
- Luftnachrichten-Kompanie

## Kommandeure
- Oberst Hellmuth Petzold: von der Aufstellung bis 31. Dezember 1942
- Oberst Carl Becker: 1. Januar 1943 bis 17. Januar 1943
- Oberst Hellmuth Petzold: 18. Januar 1943 bis 1. November 1943

## Bekannte Divisionsangehörige
- Josef Zander (1918–2007), war ein deutscher Frauenarzt und Geburtshelfer